# Bozat, Piraziz
Bozat là một thị trấn thuộc huyện Piraziz, tỉnh Giresun, Thổ Nhĩ Kỳ. Dân số thời điểm năm 2011 là 1.456 người.